# Yūki Satō
Tomohito Sato (佐藤 智仁 Satō Tomohito?), nacido con el nombre de Yūki Satō (佐藤祐基 Satō Yūki?), es un actor japonés, miembro de la Agencia de Talentos Top Coat.

## Biografía
Yūki nació en Tokio, Japón el 22 de febrero de 1984.
En 2004, mientras asistía a la Universidad de Teikyou (3.er año), ganó la audición "Try TO Top 2004" de su actual agencia. Entre sus hobbies destacan el béisbol, el snowboarding y tocar la guitarra.
Yūki es también cercano con Hiro Mizushima, con quien compartió roles en los dramas "Gokusen" (2005) y "Kamen Rider Kabuto" (2006-2007).

## Actuaciones

### Televisión

#### Drama
- Gokusen 2 (2005, Nippon Television) - como Yuuki Kojima
- WATER BOYS Summer 2005 (2005, Fuji Television) - como Teruo
- 1 Litre of Tears (2005, Fuji Television) - como Keisuke Asou
- Kamen Rider Kabuto (2006/01 - 2007/01, TV Asahi) - como Arata Kagami / Kamen Rider Gatack
- Hotelier (2007/04/19 - 2007/06/16, TV Asahi) - como Yousuke Kitano
- Mito Komon (2007/06, TBS) - como Aira
- Sakurasho no Onnatachi (2007/07/11 - 2007/09, TV Asahi)

#### Variedades
- Yaguchi Hitori (2006/08/08, TV Asahi)

#### CM
- Don Steak (sute-ki no don)
- Mezase!! Tsuri Master (Nintendo Wii)

### Cine
- LOVEHOTELS (2006) - como Yuuji
- Kamen Rider Kabuto GOD SPEED LOVE (2006) - como Arata Kagami / Kamen Rider Gatack

### Teatro
- Browning Version (2005/10/20 - 2005/10/30, Teatro Haiyuuza) - como Peter Gilbert

### PV
- LENA PARK "subete no mono ni anata wo omou"

## CD
- LORD OF THE SPEED

Lyricas de Shouko Fujibayashi,
compuesto por Cheru Watanabe.
Arreglos de RIDER CHIPS y Cheru Watanabe.
Canción: RIDER CHIPS presentando a Yuuki Satou (Arata Kagami)